# Sütterlinskrift

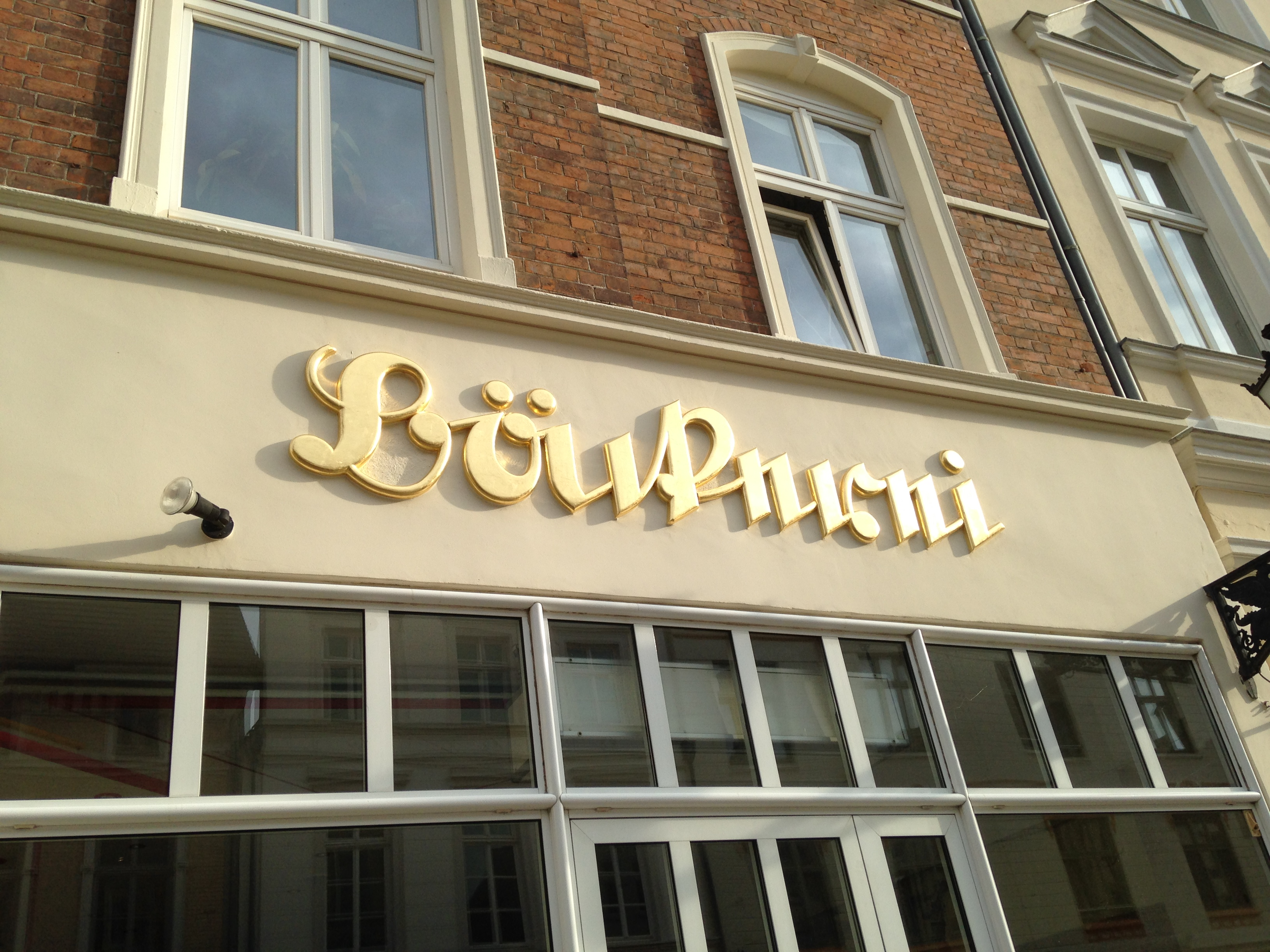
Texten “Bäckerei” i Sütterlinskrift vid ett bageri i Wismar, Tyskland.

Sütterlinskrift (tyska: Sütterlinschrift) är en skrivstilsform, skapad av Ludwig Sütterlin 1911 för att skapa en modern version av historisk, tysk handstil. Sütterlinskrift var den enda skrivstil som lärdes ut i tyska skolor från 1935 till 1941, men har tidigare existerat som skriven form av fraktur. Dock lärdes det ut i vissa skolor ända in på 70-talet. Skrivstilen är i dag föråldrad och är ökänt svårläst av icketyskar och unga tyskar.   

## Historia
Preussens kulturdepartement bad om en modern skrivstil för officiellt bruk att lära ut i skolor, Sütterlin skapade då Sütterlinskriften som introducerades 1915, där den successivt tog över efter den äldre, liknande Kurrent-skriften. Från 1935 blev skrivstilen den enda som lärdes ut i tyska skolor. 
När Nazisterna förbjöd frakturstil 1941 förbjöds även Sütterlinskrift, men de som redan lärts upp med stilen fortsatte använda den.